# 地转流

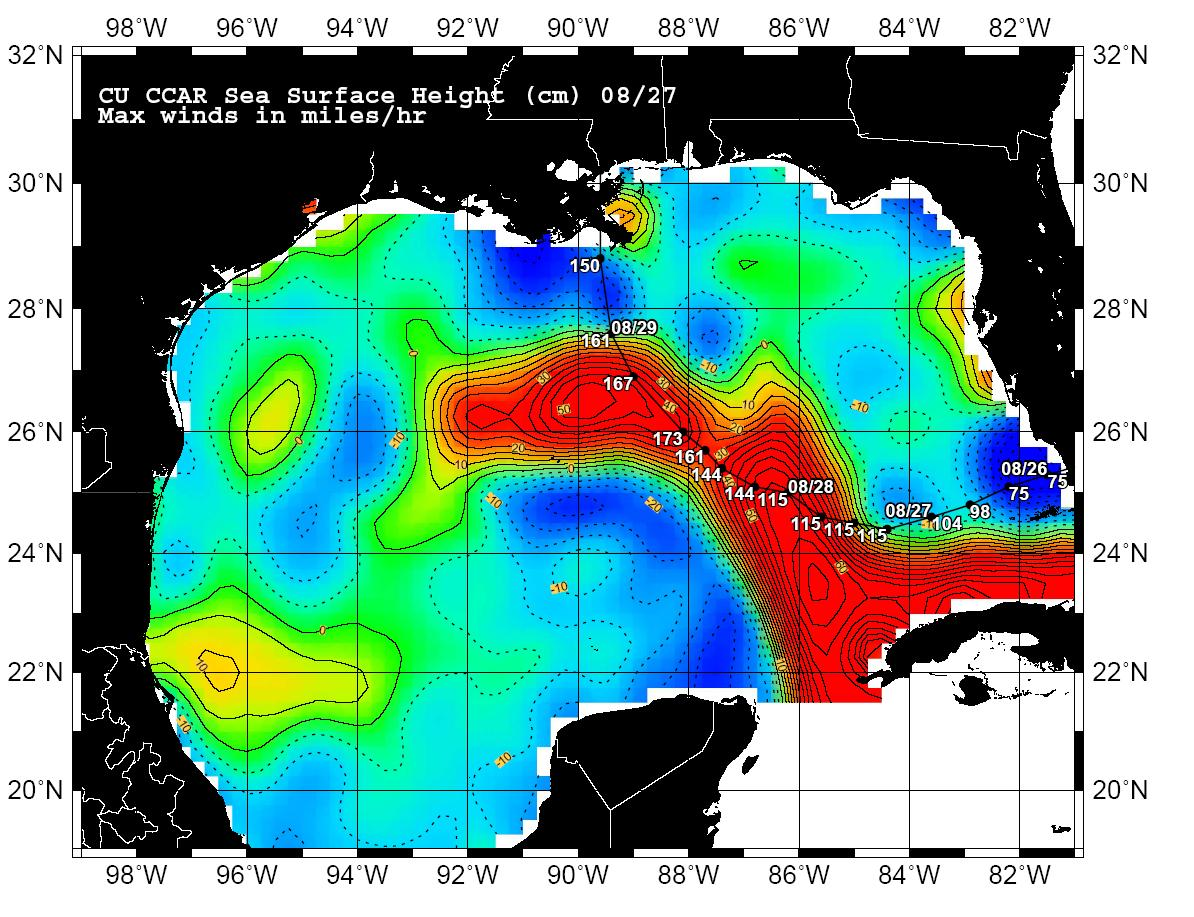
卡特里娜飓风期间测得的海平面高度(Sea Height Anomaly, SHA)异常，超过 50 厘米。这些高度异常会造成梯度流。

地转流（geostrophic current） 是一種平行等壓線的海洋流，是經由海水密度梯度所产生的压强梯度力与科里奥利力平衡时的海流。